# هی اسپرینگز (نبراسکا)
هی اسپرینگز(به انگلیسی: Hay Springs) شهری در ایالت نبراسکا کشور ایالات متحده آمریکا است که جمعیت آن در سرشماری سال ۲۰۱۰ میلادی، ۵۷۰ نفر بوده‌است.